# Schübelbach
Schübelbach ist eine politische Gemeinde im Bezirk March des Kantons Schwyz in der Schweiz. Zu Schübelbach gehören die Orte Buttikon und ein Teil von Siebnen.

## Geographie

Luftbild von Werner Friedli, 1953

Schübelbach liegt nahe dem oberen Teil des Zürichsees und reicht vom Chopfenberg auf 1879 m bis an die Linth. Der Schübelbachner Bann, das Waldgebiet zwischen Müllerspitz und Stockberg, bedeckt 43 % der Gemeindefläche, er ist steil und nicht sehr produktiv. Die Hälfte der Fläche ist die in der Linthebene liegende Talsohle und wird landwirtschaftlich genutzt. Die Gemeinde Schübelbach umfasst die Dörfer Schübelbach, Buttikon und den östlichen, grösseren Teil von Siebnen und liegt an der Verkehrsachse Zürich – Chur. Die Gemeinde zählt mit rund 9125 Einwohnern (Siebnen: 4098, Schübelbach: 2551, Buttikon: 2476) zu den grossen Gemeinden des Kantons Schwyz. Begrenzt wird das Gemeindegebiet vorwiegend durch Flüsse und Bäche (Wägitaler Aa, Trepsenbach, Mühlebach). Auf dem Gemeindegebiet liegt der Stockberg, ein beliebter Wandergipfel und Aussichtspunkt.

## Wirtschaft
Eine gewisse regionale Bedeutung erlangte im 19. Jahrhundert die industrielle Ausnutzung der Wasserkraft der Wägitaler Aa. Die in Siebnen erbaute Weberei war der Entstehungsort der Honegger Webstühle. Die Kraftwerk Wägital AG wurde 1921 gegründet und durch das dazugehörende Stauwerk das Dorf vor Hochwasser geschützt.

## Verkehr
Durch die Autobahnanschlüsse der Autobahn A3 in Lachen SZ und Reichenburg, die S-Bahn und den Bus Pfäffikon–Reichenburg ist Schübelbach gut mit der Agglomeration Zürich verbunden.

## Geschichte
Im Jahr 972 wird Siebnen erstmals in Urkunden des Klosters Einsiedeln erwähnt. Buttikon wird als Butinchouen im Jahre 1045 unter dem Namen genannt, das Kloster Schänis hat grossen Grundbesitz in der Gegend. Erst im Jahr 1184 wird das Dorf Schübelbach in der Urkunde von Papst Lucius III. als Subelnebach erwähnt. Mitte des 19. Jahrhunderts wurden auf Grund des Gesetzes zur Bekämpfung der Heimatlosigkeit jenische Familien eingebürgert.
Früher lag Schübelbach am Tuggnersee. Dieser See war mit dem Zürichsee und mit dem Walensee fest verbunden, heute ist er jedoch verlandet. So geschah es, dass die Schübelbachner, die früher noch keine eigene Kirche hatten, mit dem Schiff nach Tuggen in den Gottesdienst fahren mussten.
Bekannte Geschlechter aus der Gemeinde Schübelbach sind im Dorf Schübelbach «Schalch» sowie «Bruhin» und im Dorf Buttikon «Ruoss».

## Politik
Bei den  Nationalratswahlen 2023 betrugen die Wähleranteile in Schübelbach: SVP 41,3 % (−1,2 %), FDP 17,1 % (−3,2 %), Mitte 13,8 % (+1,3 %), SP 13,6 % (−3,1 %), glp 3,3 % (−1,0 %), Grüne 1,7 % (−0,7 %), EVP 1,0 % (−0,2 %).

## Bilder

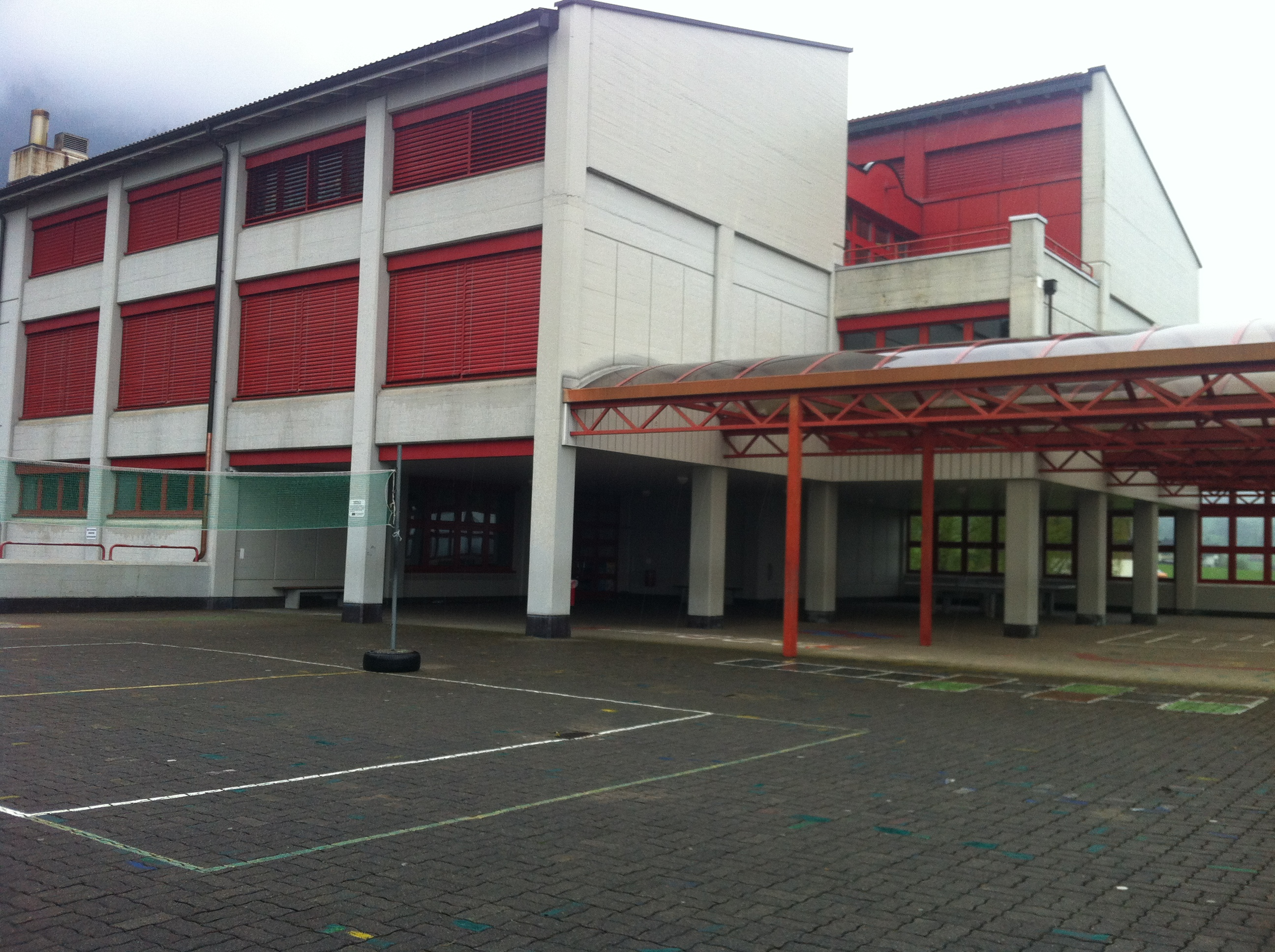
Schulhaus Gutenbrunnen
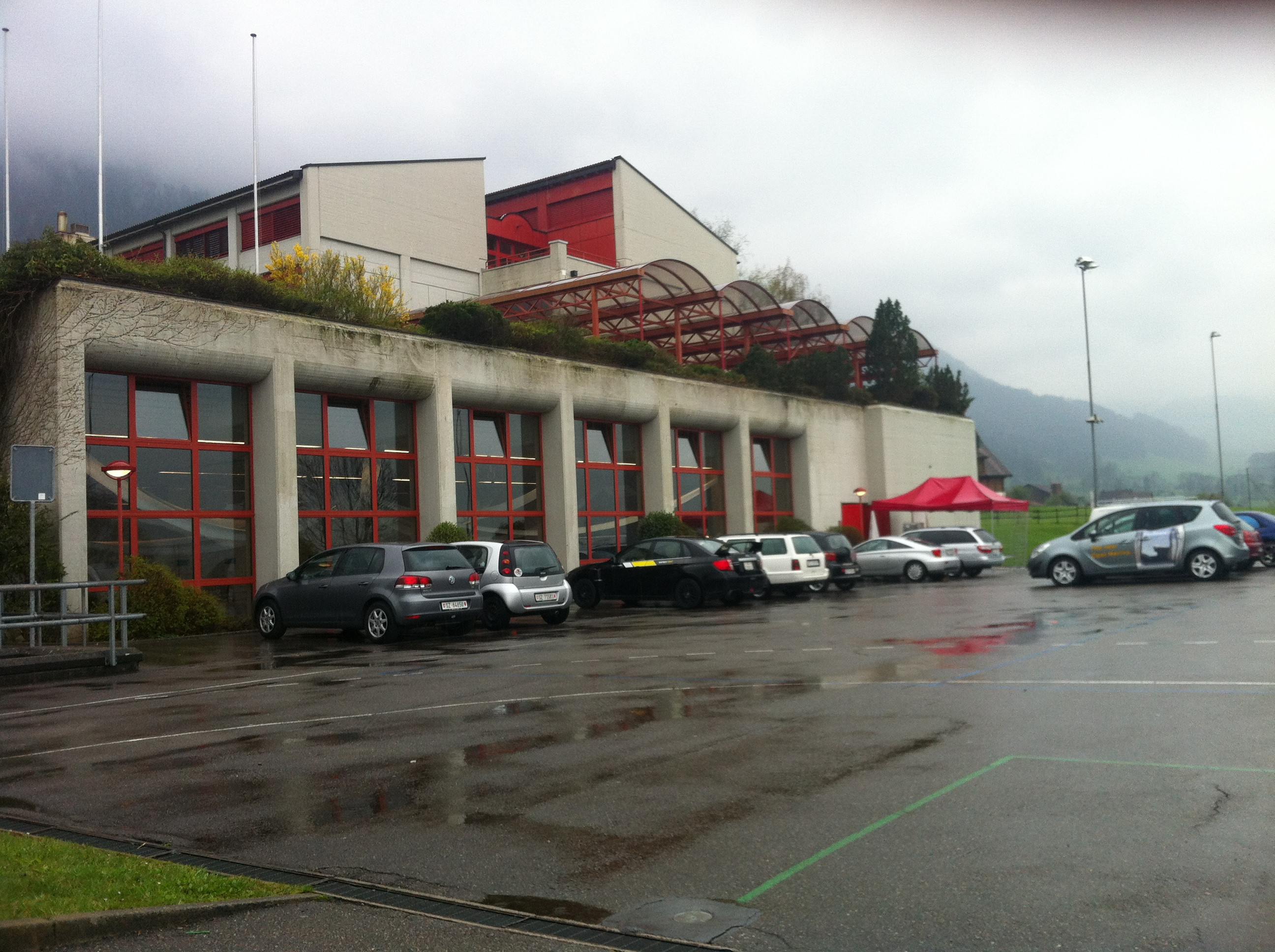
Mehrzweckhalle
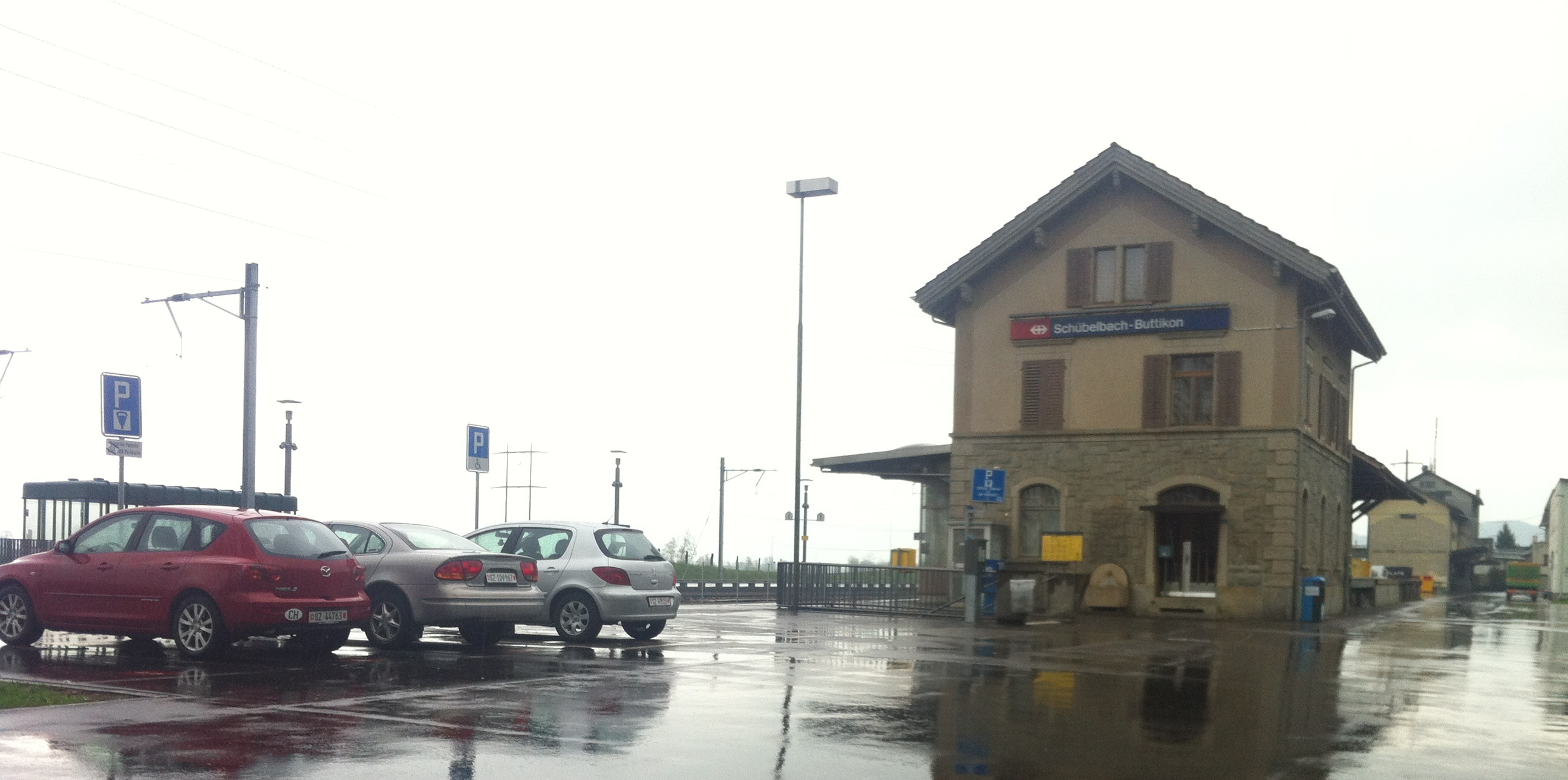
Bahnhof Schübelbach-Buttikon